# Can Marquès (Vilassar de Dalt)
Can Marquès és una masia de Vilassar de Dalt (Maresme) inclosa a l'Inventari del Patrimoni Arquitectònic de Catalunya.

## Descripció
Casa situada a la cota 160 del vessant dret de la Riera Salvet, dominant la part alta d'aquesta riera. És de planta rectangular i consta de planta baixa i dos pisos. La coberta és a dues aigües, amb el carener perpendicular a la façana principal, orientada a migdia.
En destaca el rellotge de sol, situat en el coronament de la façana.
Una reforma recent l'ha transformat en diversos habitatges.